# تپه‌های می‌اورا

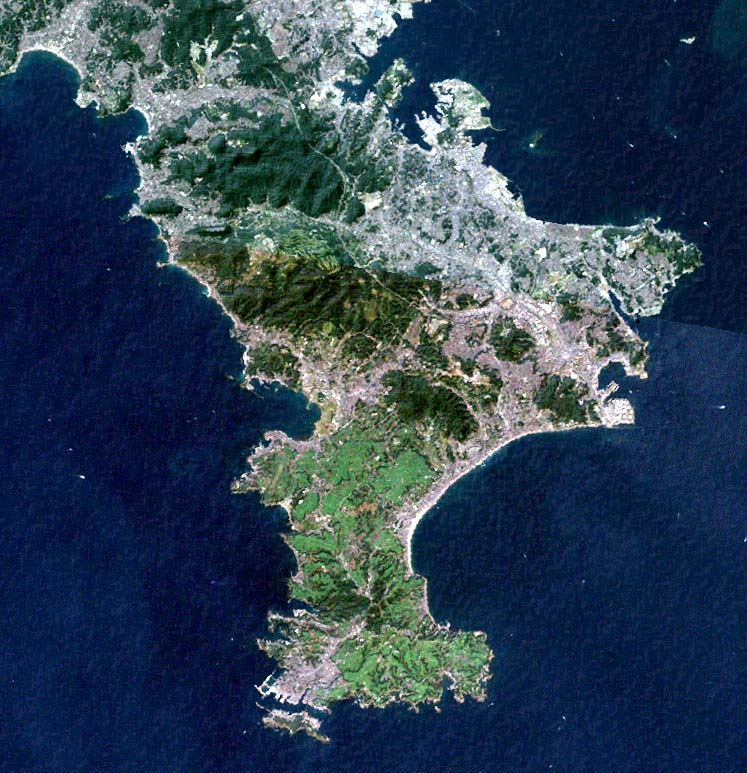
شبه جزیره می‌اورا.

تپه‌های می‌اورا (به ژاپنی: 三浦丘陵 Miurakyuryo) در استان کاناگاوا (神奈川県) از شمال تا جنوب شبه جزیره می‌اورا (三浦) واقع شده‌است. این تپه‌ها از طرف شمال به تپه‌های تاما متصل است. بلندترین آن‌ها کوه اوگوسو (大楠山) نامیده می‌شود که  ۲۴۱ متر ارتفاع دارد. از طرف شهر یوکوهاما با استفاده از خط یُوکُوسوکاسِن (横須賀線) به راحتی می‌توان از مسیرهای راهیپمایی این منطقه استفاده کرد.

## تپه‌های عمده
- کوه انکایی (به ژاپنی: 円海山 Enkaizan)
- کوه اومارو (کاناگاوا) (به ژاپنی: 大丸山 Oomaruyama)
- کوه تاکاتوری (یوکوسوکا.زوشیشی) (به ژاپنی: 鷹取山 takatoriyama)
- کوه اوگوسو (به ژاپنی: 大楠山 oogusuyama)
- کوه تاکه (به ژاپنی: 武山 takeyama)